# Memecylon densiflorum
Memecylon densiflorum är en tvåhjärtbladig växtart som beskrevs av Elmer Drew Merrill. Memecylon densiflorum ingår i släktet Memecylon och familjen Melastomataceae. Inga underarter finns listade i Catalogue of Life.